# Oceanisch kampioenschap voetbal

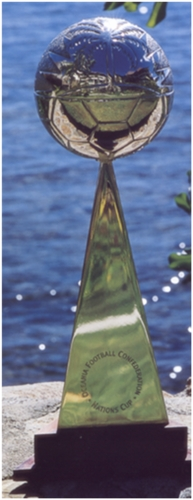
De beker

Het Oceanisch kampioenschap voetbal is het Oceanisch continentaal kampioenschap voor landenteams, georganiseerd door de OFC. Het kampioenschap werd van 1996-2008 iedere twee jaar gehouden. Hierna werd het een vierjaarlijks toernooi. Hiervoor was het twee keer georganiseerd, in 1973 en 1980, onder de naam Oceania Cup.
Het toernooi wordt internationaal niet erg serieus genomen doordat de deelnemers naast Australië en Nieuw-Zeeland vooral bestaan uit voetbaldwergen, kleine eilandstaten in de Grote Oceaan. Veel topspelers uit Australië treden aan in de sterkere Europese clubcompetities, en worden vaak niet eens geselecteerd voor dit toernooi, zodat soms een verzwakt team aan de start staat. Het belang van deze competitie nam echter toe sinds de winnaar zich automatisch kwalificeerde voor de lucratieve FIFA Confederations Cup.
Nieuw-Zeeland won het toernooi vijf keer, Australië vier keer. Tahiti was in 2012 het derde land dat de titel wist te winnen, eerder werd het drie keer tweede. Sinds 2006 is de Australische voetbalbond lid van de Aziatische voetbalbond (AFC), en neemt niet langer deel aan de OFC Nations Cup.
Het toernooi begon in 1973 als de "Oceania Cup". Een tweede editie werd in 1980 georganiseerd, maar daarna vond het niet meer plaats. In de eerste edities konden ook landen deelnemen die geen lid waren van de wereldvoetbalbond FIFA, zoals een team uit de Nieuwe Hebriden (het latere Vanuatu). In 1996 verscheen het toernooi dan opnieuw als de "Oceania Nations Cup" en diende ook als kwalificatietoernooi voor de Confederations Cup, nadat de Oceanische voetbalbond OFC de status van volwaardige (continentale) bond van de FIFA kreeg.

## Erelijst
| Jaar         | Gastland            |                                        | Winnaar                                | Finale                                 | 2e plaats                              | 3e plaats                        |
| ------------ | ------------------- | -------------------------------------- | -------------------------------------- | -------------------------------------- | -------------------------------------- | -------------------------------- |
| 1973 Details | Nieuw-Zeeland       | Nieuw-Zeeland                          | 2–0                                    | Tahiti                                 | Nieuw-Caledonië                        |                                  |
| 1980 Details | Nieuw-Caledonië     | Australië                              | 4–2                                    | Tahiti                                 | Nieuw-Caledonië                        |                                  |
| 1996 Details | Geen                | Australië                              | 6–0 5–0                                | Tahiti                                 | Nieuw-Zeeland Salomonseilanden         |                                  |
| 1998 Details | Australië           | Nieuw-Zeeland                          | 1–0                                    | Australië                              | Fiji                                   |                                  |
| 2000 Details | Frans-Polynesië     | Australië                              | 2–0                                    | Nieuw-Zeeland                          | Salomonseilanden                       |                                  |
| 2002 Details | Nieuw-Zeeland       | Nieuw-Zeeland                          | 1–0                                    | Australië                              | Tahiti                                 |                                  |
| 2004 Details | Australië           | Australië                              | 5–1 6–0                                | Salomonseilanden                       | Nieuw-Zeeland                          |                                  |
| 2008 Details | Geen                | Nieuw-Zeeland                          | Geen                                   | Nieuw-Caledonië                        | Fiji                                   |                                  |
| 2012 Details | Salomonseilanden    | Tahiti                                 | 1–0                                    | Nieuw-Caledonië                        | Nieuw-Zeeland                          |                                  |
| 2016 Details | Papoea-Nieuw-Guinea | Nieuw-Zeeland                          | 0–0 (pen. 4–2)                         | Papoea-Nieuw-Guinea                    | Nieuw-Caledonië Salomonseilanden       | Nieuw-Caledonië Salomonseilanden |
| 2020 Details | Nieuw-Zeeland       | Geannuleerd vanwege de Coronapandemie. | Geannuleerd vanwege de Coronapandemie. | Geannuleerd vanwege de Coronapandemie. | Geannuleerd vanwege de Coronapandemie. |                                  |
| 2024 Details | Vanuatu             | Nieuw-Zeeland                          | 3–0                                    | Vanuatu                                | Tahiti                                 |                                  |

## Medaillespiegel
| Plaats | Land                | Goud | Zilver | Brons | Totaal |
| 1      | Nieuw-Zeeland       | 6    | 1      | 3     | 10     |
| 2      | Australië           | 4    | 2      | 0     | 6      |
| 3      | Tahiti              | 1    | 3      | 2     | 6      |
| 4      | Nieuw-Caledonië     | 0    | 2      | 3     | 5      |
| 5      | Salomonseilanden    | 0    | 1      | 3     | 4      |
| 6      | Papoea-Nieuw-Guinea | 0    | 1      | 0     | 1      |
| 6      | Vanuatu             | 0    | 1      | 0     | 1      |
| 8      | Fiji                | 0    | 0      | 2     | 2      |
| Totaal | Totaal              | 10   | 10     | 12    | 32     |

## Topscorers per toernooi
| Toernooi | Spelers                                  | Doelpunten |
| -------- | ---------------------------------------- | ---------- |
| 1973     | Alan Marley Segin Wayewol Erroll Bennett | 3          |
| 1980     | Ian Hunter Eddie Krncevic                | 5          |
| 1996     | Kris Trajanovski                         | 7          |
| 1998     | Damian Mori                              | 10         |
| 2000     | Craig Foster Clayton Zane                | 5          |
| 2002     | Joel Porter                              | 6          |
| 2004     | Tim Cahill Vaughan Coveny                | 6          |
| 2008     | Shane Smeltz                             | 8          |
| 2012     | Jacques Haeko                            | 6          |
| 2016     | Raymond Gunemba                          | 5          |
| 2024     | Roy Krishna                              | 5          |

## Gastlanden
| Aantal | Land                | Toernooi   |
| ------ | ------------------- | ---------- |
| 2      | Australië           | 1998, 2004 |
| 2      | Nieuw-Zeeland       | 1973, 2002 |
| 1      | Frans-Polynesië     | 2000       |
| 1      | Nieuw-Caledonië     | 1980       |
| 1      | Salomonseilanden    | 2012       |
| 1      | Papoea-Nieuw-Guinea | 2016       |
| 1      | Vanuatu             | 2024       |
| 2      | Geen gastland       | 1996, 2008 |

## Resultaten
| Team                | 1973 | 1980 | 1996 | 1998 | 2000 | 2002 | 2004 | 2008 | 2012 | 2016 | 2024 | Totaal |
| ------------------- | ---- | ---- | ---- | ---- | ---- | ---- | ---- | ---- | ---- | ---- | ---- | ------ |
| Nieuw-Zeeland       | 1e   | 1R   | 1/2  | 1e   | 2e   | 1e   | 3e   | 1e   | 3e   | 1e   | 1e   | 10     |
| Tahiti              | 2e   | 2e   | 2e   | 4e   | 1R   | 3e   | 5e   |      | 1e   | GF   | 3e   | 9      |
| Vanuatu1            | 4e   | 1R   |      | 1R   | 4e   | 4e   | 6e   | 4e   | 1R   | GF   | 2e   | 9      |
| Fiji                | 5e   | 4e   |      | 3e   |      | 1R   | 4e   | 3e   | 1R   | GF   | 4e   | 8      |
| Salomonseilanden    |      | 1R   | 1/2  |      | 3e   | 1R   | 2e   |      | 4e   | 1/2  | GF   | 7      |
| Australië           |      | 1e   | 1e   | 2e   | 1e   | 2e   | 1e   |      |      |      |      | 4      |
| Nieuw-Caledonië     | 3e   | 3e   |      |      |      | 1R   |      | 2e   | 2e   | 1/2  |      | 6      |
| Papoea-Nieuw-Guinea |      | 1R   |      |      |      | 1R   |      |      | 1R   | 2e   | GF   | 4      |
| Cookeilanden        |      |      |      | 1R   | 1R   | –    |      |      |      |      |      | 2      |
| Samoa2              |      |      |      |      |      |      |      |      | 1R   | GF   | GF   | 2      |
| Tonga               |      |      |      |      |      |      |      |      |      |      |      | 0      |
| Amerikaans-Samoa    |      |      |      |      |      |      |      |      |      |      |      | 0      |
| Tuvalu              |      |      |      |      |      |      |      |      |      |      |      | 0      |
| Kiribati            |      |      |      |      |      |      |      |      |      |      |      | 0      |
| Micronesië          |      |      |      |      |      |      |      |      |      |      |      | 0      |
| Niue                |      |      |      |      |      |      |      |      |      |      |      | 0      |
| Palau               |      |      |      |      |      |      |      |      |      |      |      | 0      |

|     | Legenda                             |
| --- | ----------------------------------- |
| 1e  | Kampioen                            |
| 2e  | Tweede                              |
| 3e  | Derde                               |
| 4e  | Vierde                              |
| 5e  | Vijfde                              |
| 6e  | Zesde                               |
| 1/2 | Halve finale                        |
| 1/4 | Kwartfinale                         |
| 1R  | Eerste ronde                        |
| GF  | Groepsfase                          |
| Q   | Gekwalificeerd                      |
|     | Niet meegedaan                      |
|     | Gastland                            |
|     | Gediskwalificeerd na kwalificatie   |
|     | Gediskwalificeerd voor kwalificatie |

Notes
- 1: Inclusief de resultaten behaald als Nieuw Hebriden.
- 2: Inclusief de resultaten behaald als West-Samoa.

1973 · 1980 · 1996 · 1998 · 2000 · 2002 · 2004 · 2008 · 2012 · 2016 · 2020 · 2024